# HEPES
HEPES (4-(2-гидроксиэтил)-1-пиперазинэтансульфоновая кислота) представляет собой цвиттер-ионный органический буферный агент; один из двадцати в списке буферных растворов Гуда. HEPES широко используется в работах, связанными с клеточными культурами, главным образом потому, что лучше поддерживает физиологический рН, несмотря на изменения концентрации диоксида углерода (вырабатывающемся при клеточном дыхании) по сравнению с бикарбонатными буферами, которые также широко используются в данной сфере. При уменьшении температуры диссоциация воды уменьшается, а константы диссоциации (pK) многих буферов при этом существенно не меняются. У HEPESа подобно воде уменьшается диссоциация при понижении температуры. Это делает HEPES более эффективным буферным агентом для поддержания структуры и функции ферментов при низких температурах. Однако, в публикации Лепе-Зунига и соавт. сообщалось о фототоксичности HEPES, когда под воздействием  света образуется перекись водорода , чего не происходит в бикарбонатных клеточных буферах. Поэтому настоятельно рекомендуется как можно меньше подвергать раствор воздействию света.
HEPES имеет следующие характеристики: 
- pKa1 (25 °С) = 3
- pKa2 (25 °С) = 7.5
- Полезные диапазоны рН: от  2,5 до 3,5 или от 6.8 до 8.2

## Список литературы
1. ↑  Acid-base buffering in organ preservation solutions as a function of temperature: new parameters for comparing buffer capacity and efficiency (англ.) // Cryobiology : journal. — 2002. — Vol. 45, no. 1. — P. 33—48. — doi:10.1016/S0011-2240(02)00104-9. — PMID 12445548.
2. ↑  Toxicity of light-exposed Hepes media (неопр.) // J. Immunol. Methods. — 1987. — October (т. 103, № 1). — С. 145. — doi:10.1016/0022-1759(87)90253-5. — PMID 3655381. Архивировано 20 сентября 2018 года.
3. ↑  Analysis of the cytotoxic effects of light-exposed HEPES-containing culture medium (англ.) // In Vitro Cell. Dev. Biol. : journal. — 1985. — May (vol. 21, no. 5). — P. 282—287. — doi:10.1007/BF02620943. — PMID 4019356. Архивировано 20 сентября 2018 года.